# 斯夸爾察鄉
45°01′N 23°27′E / 45.017°N 23.450°E
斯夸爾察鄉（羅馬尼亞語：Comuna Scoarța, Gorj），是羅馬尼亞的鄉份，位於該國西南部，由戈爾日縣負責管轄，面積86平方公里，海拔高度274米，2007年人口4,911，人口密度每平方公里57人。